# الشريعة (ولاية البليدة)
الشريعة هي إحدى بلديات ولاية البليدة التابعة لـ دائرة أولاد يعيش.
الشريعة هي أيضا عبارة عن منتجع سياحي جبلي تستقطب الزوار من مختلف أنحاء الوطن وحتى الأجانب.

## جغرافيا

### موقع
تقع بلدية الشريعة جنوب ولاية البليدة، على مرتفعات مدينة البليدة، على بعد حوالي 18 كم جنوب شرق البليدة وحوالي 64 كم جنوب غرب الجزائر العاصمة وحوالي 26 كم شمال شرق المدية.
وتقع الشريعة على ارتفاع حوالي 1500 متر على مستوى سطح البحر.
| بوينان     | أولاد يعيش، قرواو، الصومعة | البليدة |
| حمام ملوان | الشريعة                    | بوعرفة  |
|            | الحمدانية (ولاية المدية)   |         |

## النقل
يمكن الوصول إلى الشريعة عبر الطريق الوطني رقم 37.
تمتلك البلدية أحد أطول المصاعد الهوائية في العالم، تلفريك الشريعة، الذي يربط مدينة البليدة بالشريعة على ارتفاع 1486 مترًا، طوله 7 كم. يستمر الصعود 25 دقيقة.

## معرض الصور

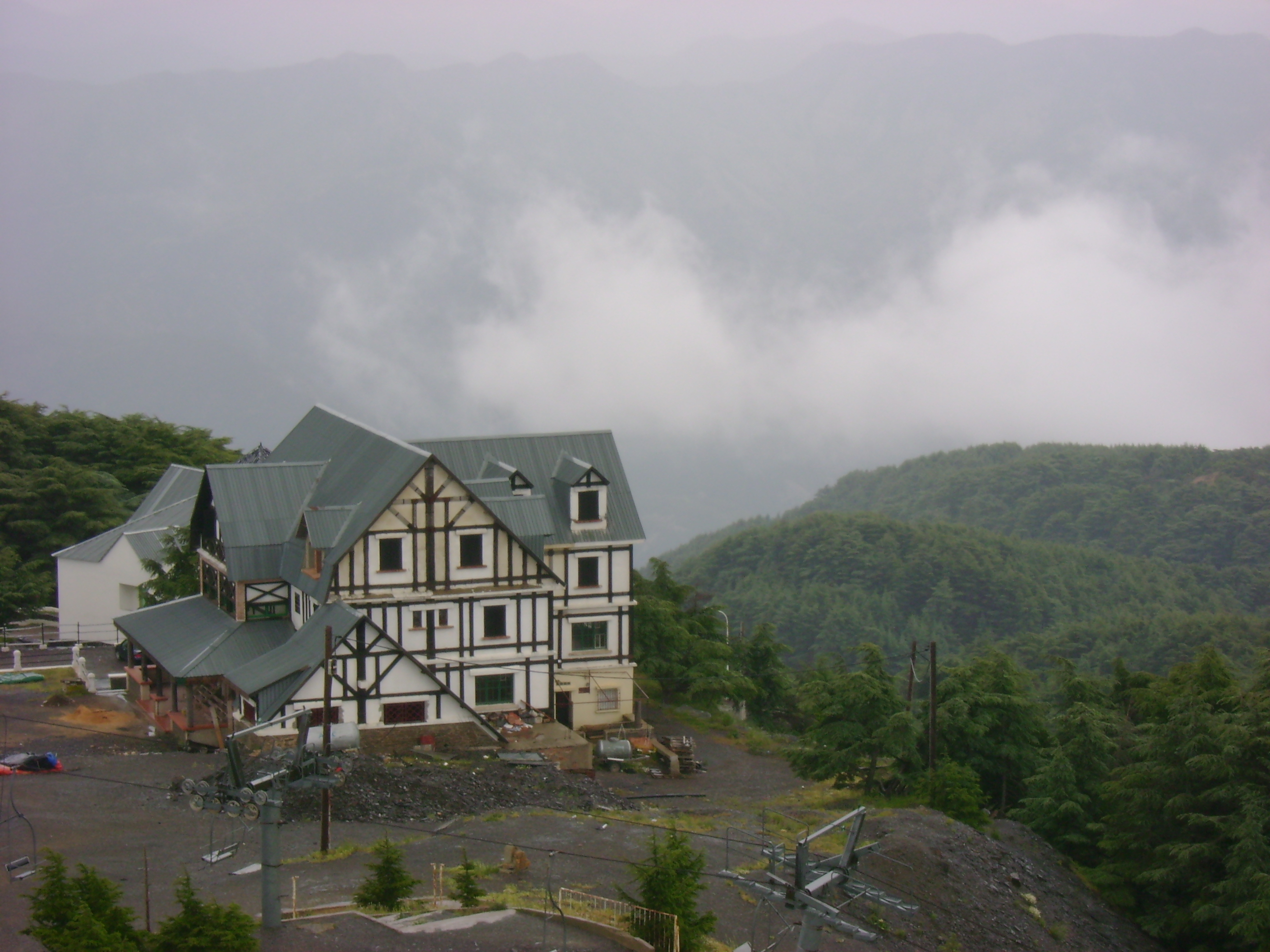
فندق وردة الثلوج (La Rose des Neiges).
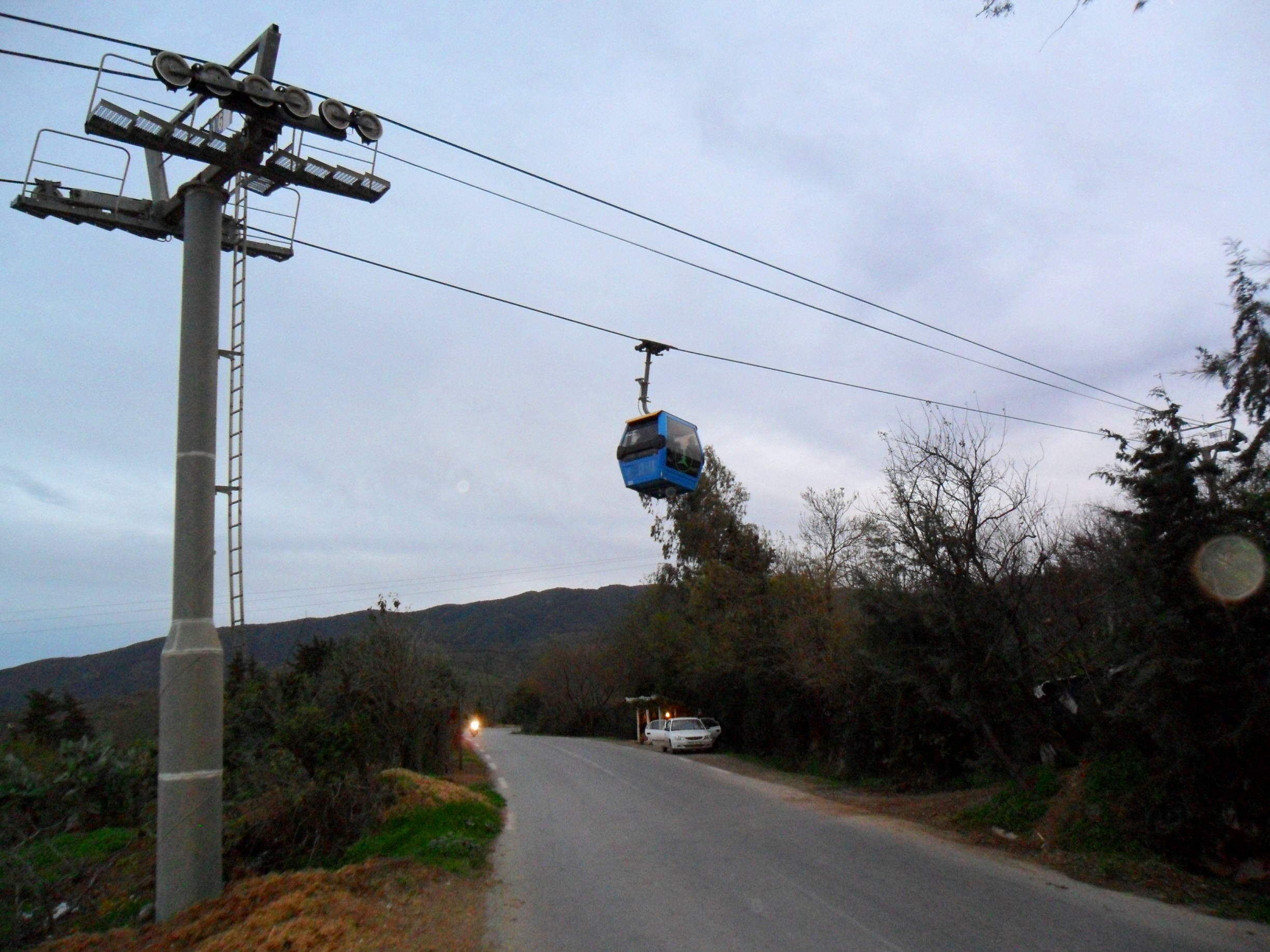
تلفريك الشريعة.
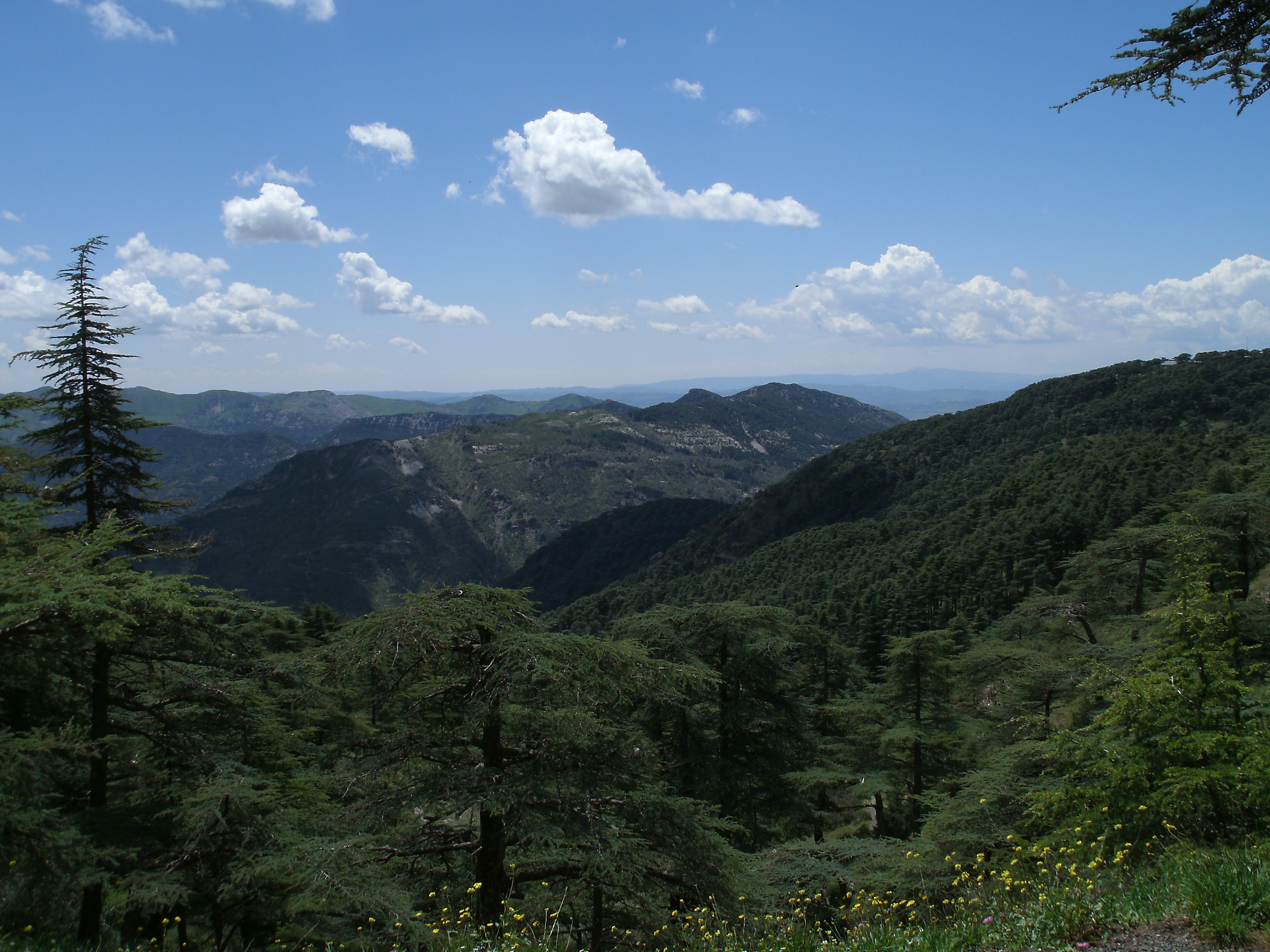
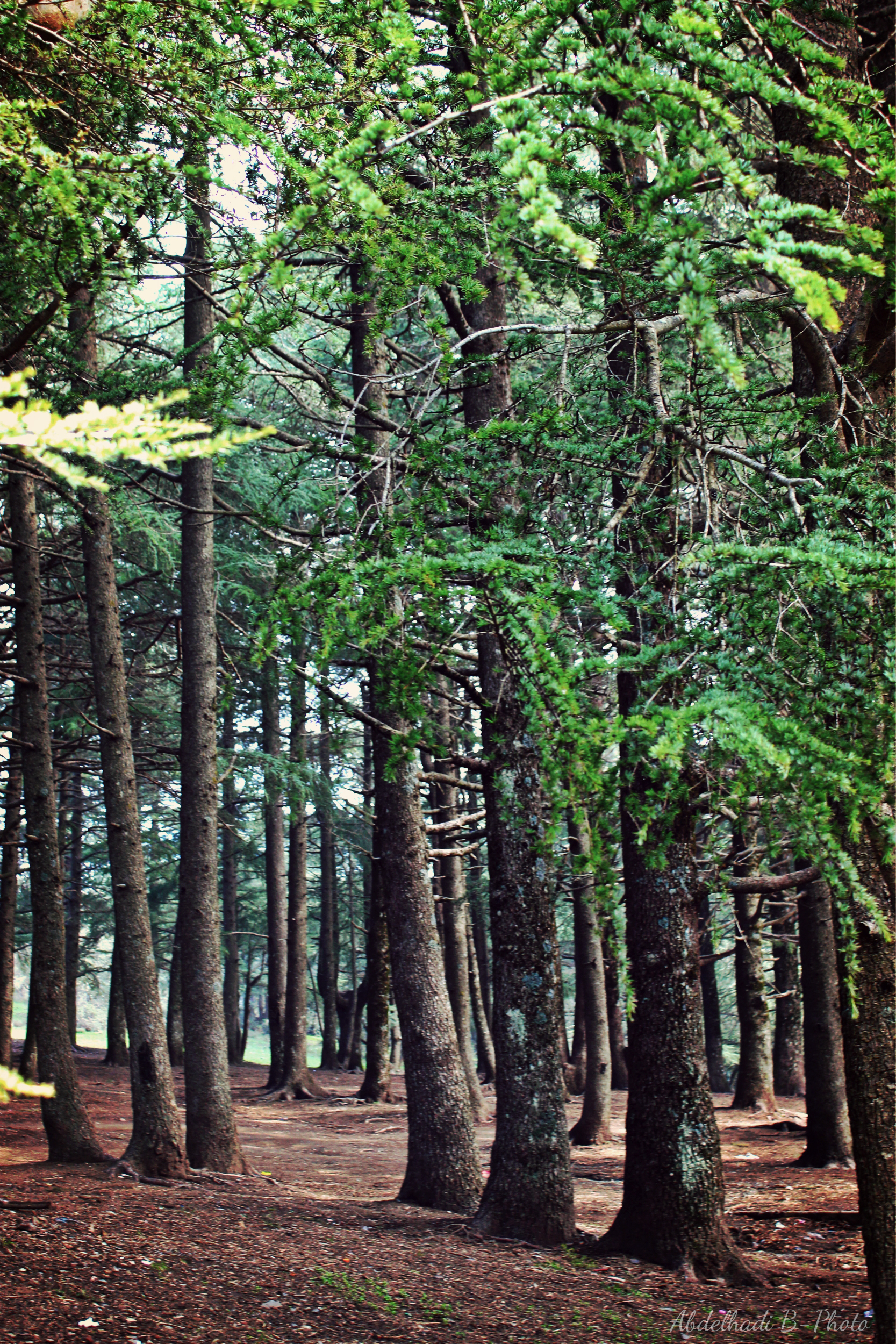
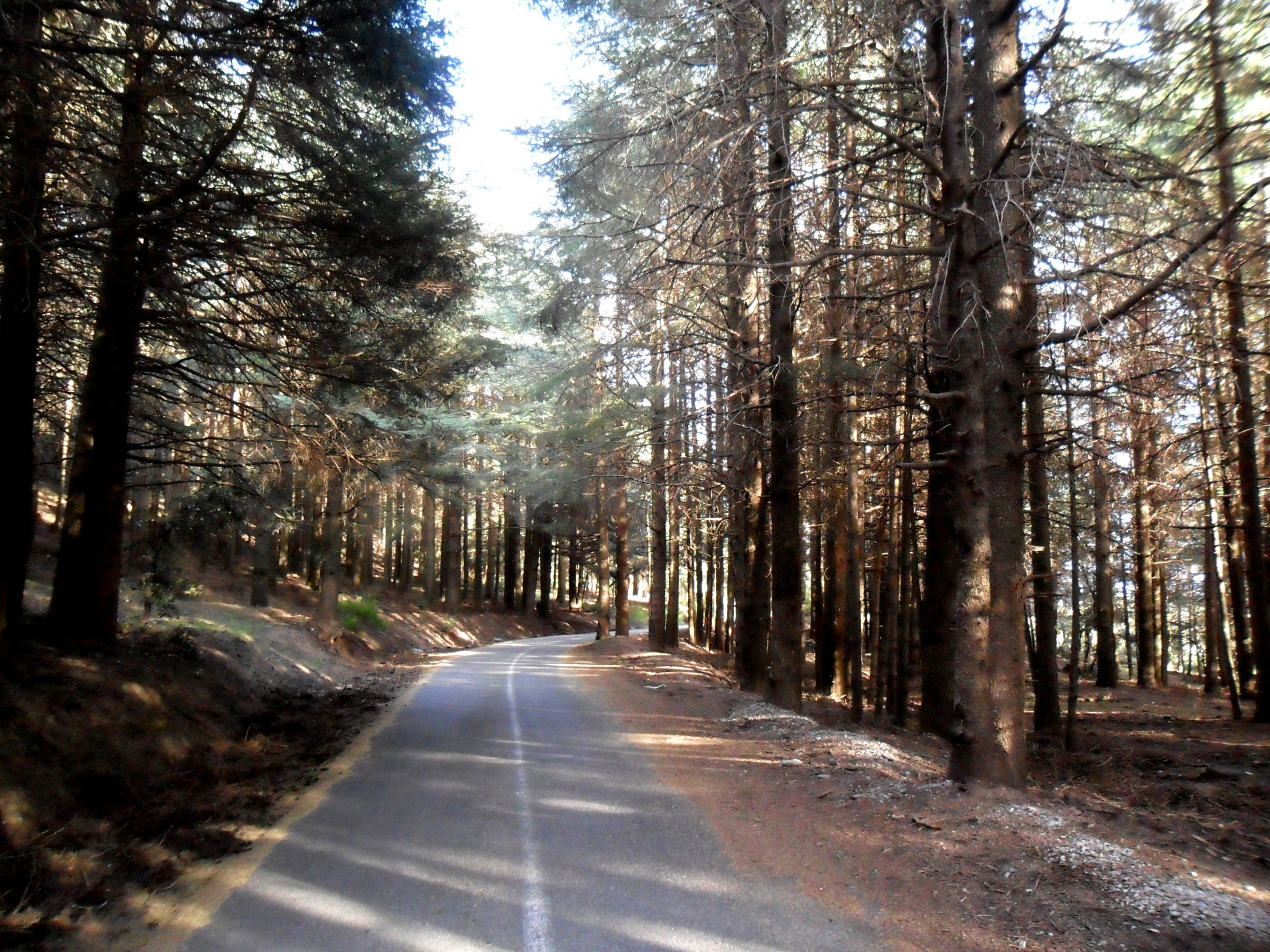